# أيست أنغوس (كيبك)
أيست أنغوس (بالإنجليزية: East Angus, Quebec) هي بلدية محلية في كيبيك تقع في كندا في Le Haut-Saint-François Regional County Municipality. يقدر عدد سكانها بـ 3,741 نسمة ومساحتها 8.30 كم2 .